# Chipetaia
Chipetaia — вимерлий рід приматів родини Omomyidae, який містить єдиний вид Chipetaia lamporea, відомий із середнього еоцену Північної Америки. Описаний у 1996 році Д. Табом Расмуссеном, вид відомий за викопними зубами, а також за фрагментами стегнової кістки та задніх кісток стопи. Оцінки життєвої ваги на основі розміру зубів і кісток ніг коливаються від 500 до 700 грамів і до 1000 грамів. Назва роду вшановує індіанців ютів-дипломатів Чіпету, тоді як видова назва по-грецьки означає «сяючі гори», тобто назва ютів для Скелястих гір.